# 升降機操作員

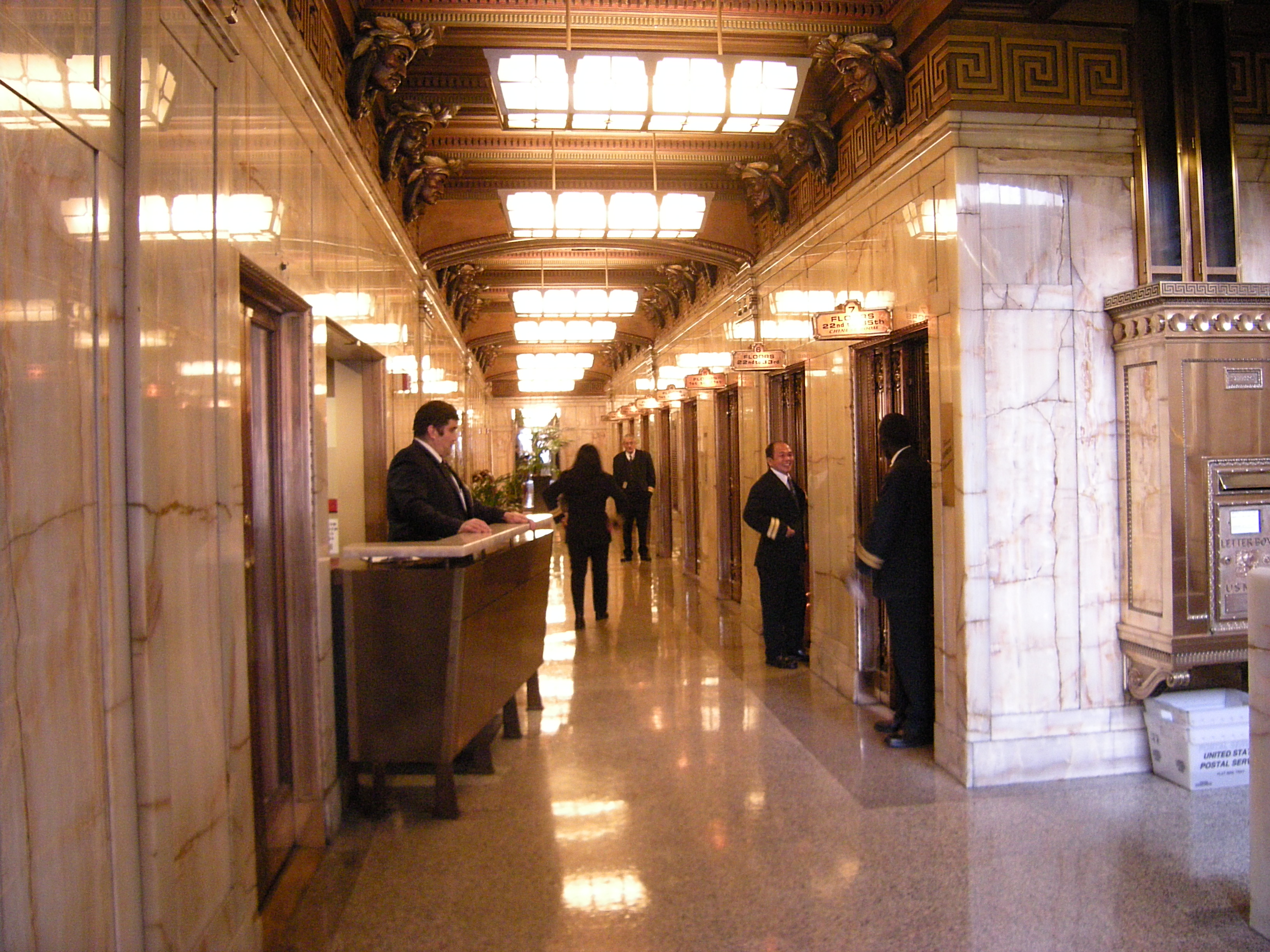
美国西雅图史密斯塔的男性接待員和升降機操作員

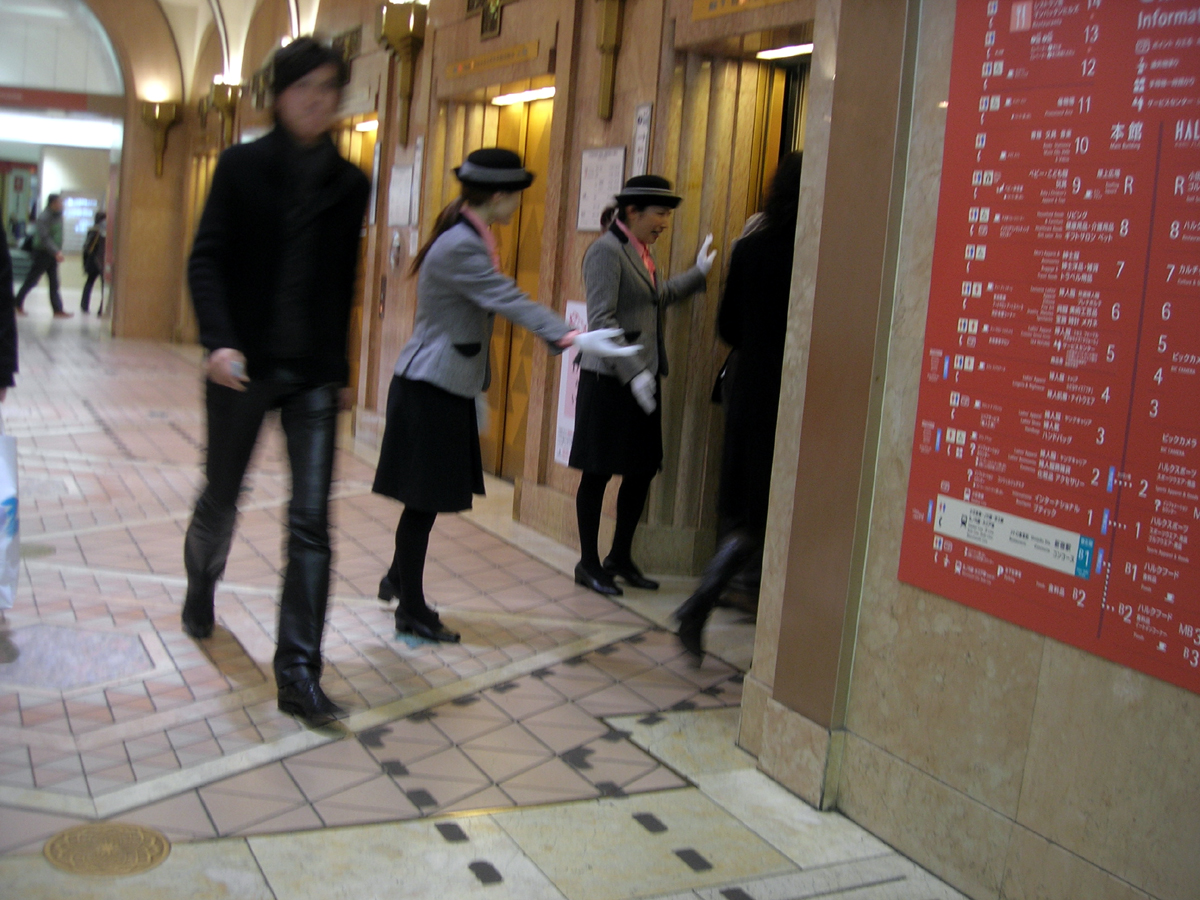
日本服務業的電梯小姐

升降機操作員（elevator operator）或升降機服務員（elevator attendant），男性從業者俗稱為電梯先生（liftman）、女性從業者俗稱為電梯小姐（lift ladies），是指搭乘並操作電梯的職業，通常出現在摩天大樓、百貨公司、飯店、醫院等地方。在電梯剛發明时，由於人們不會操作，因此电梯在运行过程中，一般都會配備操作員。
以前的電梯是需要人操作的。在日本，據說最早設置電梯的是1929年時的松坂屋上野店。當時的稱呼是「升降機小姐」（昇降機ガール）。電梯小姐穿著專用的制服，優雅地為客人介紹，是過往女性嚮往的職業之一。特色之一是做介紹時以獨特的說話方式，緩慢而高音，其實是為了不和其他乘客的說話聲混在一起。
由於電梯是密閉空間，长时间站立可能会造成压力积累。

## 工作內容
因場合上提供給顧客服務之需，於是在人潮流動居多的百貨公司及高級飯店，通常會將旗下的人員挑選出適合人選，然後經由專人給予培訓後，最後再依實際需要做調整，以符合百貨公司或者高級飯店等場合上顧客服務，這類結訓出來的專業升降機操作員，有以下工作內容：
- 對於老弱婦孺這類的顧客協助搭乘電梯
  - 對於攜帶孩童的婦女有搭乘電梯的困難給予協助，比如一手抱著嬰兒另一手提著物品，不便推嬰兒車就會協助搭乘電梯。
  - 對於顧客是懷孕婦女，步行搭乘電梯有困難，便給予協助攙扶。
  - 對於身體障礙及手腳不便的顧客提供協助，比如攙扶顧客搭乘電梯、按下搭乘樓層的按鈕。
  - 對於顧客有行李數量多或者笨重的物品，造成步行搭乘電梯有困難則給予協助。
- 提醒顧客現在搭乘電梯上下樓方向。
- 提醒顧客樓層到了。
- 電梯門開關時提醒顧客注意[3]。
- 當無人搭乘時，將電梯復歸於一樓原位，並在電梯門外等候顧客到來。
- 搭乘電梯途中遭遇緊急，引導顧客前往避難[8]。
- 在百貨公司，提供顧客詢問每個樓層的特色及位置，有其它需求則給予轉介至樓層管理員協助。
- 搭乘電梯途中遭遇顧客病發或昏倒等急況，如公司有內設醫療室則協助送至其就醫，並同時通知樓層管理員給予接手處理[6]。

## 支援設備

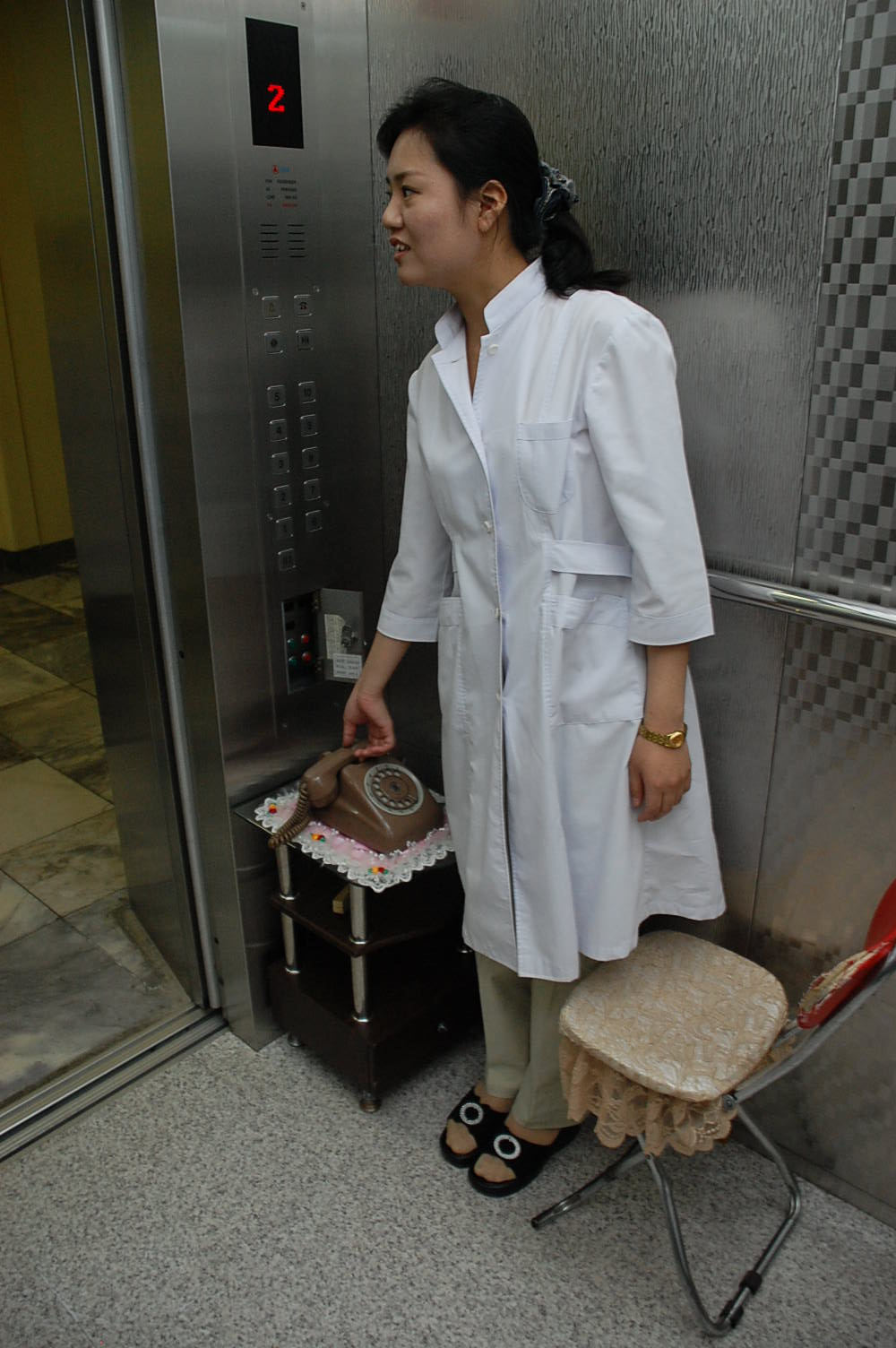
朝鲜電梯小姐

有些電梯裝備有支援升降機操作員工作的「副指示器」。某樓層有客人要朝上或朝下，代表該樓層的燈就會亮。另外，也有電梯裝備著能顯示其他電梯現在所在位置的指示器。

## 現況
在台灣，部份百貨公司如廣三崇光百貨、太平洋SOGO忠孝館及中友百貨等以及較高價位的飯店，仍然有電梯小姐為顧客服務。另外甚至有男性的電梯服務人員為顧客服務。但有些電梯服務人員並不會在電梯內代客人操作電梯，而僅在一樓服務要搭電梯的顧客，顧客進電梯內仍要自己操作。
而日本一部分的公共設施設有協助輪椅搭乘的「昇降手」。（但並非一直在電梯裡，而是在電梯前或辦公室裡等待）在日本，現在的習慣是，許多人一起搭電梯時，由最先進去或是離按鈕近的人，幫忙按要去的樓層或開關門的按鈕。
在中國許多星級酒店，都有配備服務員負責幫助顧客按鈕。在醫院，也有工作人員負責。
隨著微電腦科技的進步，電梯已可設定自動回到大廳，以及管制特定樓層等功能。透過門禁管制系統，乘員亦無法搭電梯停靠非授權樓層，不需操作人員人為操作，核對身份等。
在港鐵香港大學站、西營盤站、利東站的升降機專用出入口，亦出現類似電梯小姐的車站助理職位，指示乘客出口方向，並解答乘客疑難。

## 外部連結
- 松坂屋 ひと·こと·もの語り （页面存档备份，存于） （日語）
- デイリーポータルZ：好き好き！エレベーター （页面存档备份，存于） （日語）